# Vrachonisída Ágios Ioánnis
Vrachonisída Ágios Ioánnis är en ö i Grekland.   Den ligger i prefekturen Nomós Zakýnthou och regionen Joniska öarna, i den sydvästra delen av landet, 270 km väster om huvudstaden Aten.
Terrängen på Vrachonisída Ágios Ioánnis är platt. Öns högsta punkt är 20 meter över havet. 